# Südliche Burg Großen-Buseck
Die heute Südliche Burg Großen-Buseck genannte Burg war eine von zwei mittelalterlichen Burgen und lag südwestlich des Ortskerns von Großen-Buseck, Ortsteil der Gemeinde Buseck im Landkreis Gießen östlich der Universitätsstadt Gießen im Bundesland Hessen. 

## Beschreibung
Sie war eine Wasserburg der Herren von Buseck. Diese hatten ihren Stammsitz im benachbarten Alten-Buseck und erbauten sich dort drei Burgen: die Brandsburg, die Hofburg, die Zaunburg. Ein Gernand von Buseck, wohl der Sohn des Erbauers der Zaunburg, erbaute um 1400 im benachbarten Großen-Buseck die Südliche Burg, deren genauer Name nicht urkundlich überliefert ist. Sie lag in der Flur „Die Burgwiesen“. Ihre Gräben wurden vermutlich durch die Wieseck gefüllt. Schwache Senken lassen noch den ehemaligen Verlauf der Wassergräben erahnen. Das Gelände gehörte dem Kloster Arnsburg. Das genaue Aussehen und die weitere Geschichte der Burg liegen im Dunkeln. Ob die Burg zerstört wurde oder zerfiel, ist nicht bekannt. 1772 sollen letzte Reste abgebrochen worden sein.
Die Burg kann als Ausgleich zur Nördlichen Burg Großen-Buseck (das spätere Busecker Schloss) der Herren von Trohe gesehen werden. Beide Familien waren in der Ganerbenschaft der die Busecker Ortsteile (mit Ausnahme von Trohe) umfassenden Herrschaft des Busecker Tals, einem im 13. Jahrhundert wahrscheinlich durch Kaiser Friedrich II. vergebenem Reichslehen.